# Никольское-Стрелихинское
Нико́льское-Стрелихинское — село в Кесовогорском районе Тверской области. Входит в состав Стрелихинского сельского поселения.

## География
Находится в юго-восточной части Тверской области, на расстоянии приблизительно 10 км на юго-запад по прямой от районного центра посёлка Кесова Гора.

## История
Деревня была показана на карте 1825 года. В 1859 году было учтено 25 дворов. До революции имелась Никольская церковь, которая не сохранилась.

## Население
| 1859 | 1889 | 2002 | 2010 |
| ---- | ---- | ---- | ---- |
| 218  | ↗310 | ↘147 | ↘119 |

Постоянное население составляло 218 человек в 1859 году, 147 человек (русские 96 %) в 2002 году, 119 человек в 2010 году.

## Достопримечательности
В селе имеется часовня Ксении Петербургской.